# 방사능 연대 측정
방사능 연대 측정(放射能年代測定, Radiometric dating)은 방사능 물질이 일정한 반감기로 붕괴한 양을 통해 그 생성 연대를 측정하는 방법이다. 암석 및 지질학적 표본 혹은 지구 자체의 절대 연대를 알아내고, 지질 시대를 구분하는 데 사용된다. 방사능 연대 측정에는 다음과 같은 방법들이 이용된다.
- 방사성 탄소 연대 측정법
- 칼륨-아르곤 연대 측정
- 우라늄-납 연대 측정
- 납-납 연대측정법
- 루비듐-스트론튬 연대 측정
- 핵분열 트랙 연대 측정
- 우라늄-토륨 연대 측정
- 사마륨-네오디뮴 연대 측정
- 염소-36 연대 측정